# Adelophis foxi
Adelophis foxi е вид влечуго от семейство Смокообразни (Colubridae).

## Разпространение
Видът е разпространен в Мексико.